# 機動新世紀ガンダムX
『機動新世紀ガンダムX』（きどうしんせいきガンダムエックス、英題: After War Gundam X）は、1996年4月5日から同年12月27日まで（テレビ朝日は12月28日まで）テレビ朝日および一部地方のテレビ朝日系列にて放送されたテレビアニメ。ガンダムシリーズの1作。全39話。略称は「GX」。キャッチコピーは「月は出ているか？」「君は、生き延びた先に何を見るのか？」など。平均視聴率は2.75%。

## 制作
『新機動戦記ガンダムW』の後の時間帯に放映された作品であり、放送局への納品がテレビアニメのガンダムシリーズで初めてD2マスターで行われた作品、またそれに伴ってステレオ放送が初めてされた作品でもある。
『ガンダムW』は監督の池田成が中途で辞め、急遽『黄金勇者ゴルドラン』を担当していた高松信司がかわりに起用されていた。ただし高松は最後までクレジットされていない。同作の作業にもだいたい目処のついた頃に、次に製作するガンダムの監督のオファーを受けた。高松はビデオソフトに封入されたインタビュー記事やDVD-BOX封入冊子インタビューで、「1995年11月に突然『ガンダムをやれ!』とサンライズから言われた」という趣旨の発言をしている。また、サンライズプロデューサーの富岡秀行も同じDVD-BOX封入冊子インタビューで、当時「高松を推薦した」と述べている。
「好きなようにやっていい」と言われた高松はさまざまなアイディアを検討した末、自分の脳裏から離れなかった「荒野にただ1機、後姿で佇むガンダム」のイメージからインスピレーションを得て、この作品の制作に取りかかった。
制作までの時間がなかったことから、シリーズ構成を担当した川崎ヒロユキが最終的に全話の脚本を手がけた。
キャラクター面では主人公側を美少（青）年のキャラクターにして、「女の子層、マニア層に向けた商品展開を作りやすくなっている」とされた。またエンディングと次回予告の映像を同時進行させたこと、その最後に登場する登場人物の言葉をサブタイトルに採っているのも特徴となっている。第1話のサブタイトル「月は出ているか?」は同作品を紹介したさまざまな媒体で引用されている。
デザイン面に関しては、大河原邦男は自著において、本作のメカニックデザインは自身の参加した際には既に形がほぼ決定していたと語っている。

### 作風
この作品の大きな特徴は、高松が「ガンダムを考えるガンダム」と述べているとおり、「少年と少女が出会い、彼らと彼らを取り巻く人々がやがては世界を変えていく冒険譚」という物語上に、ガンダムという作品にまつわる事象がメタフィクション的に多々取り入れられている点である。
メタフィクションの多用は高松の手がけた『勇者特急マイトガイン』などでも見られたが、高松やシリーズ構成・脚本の川崎ヒロユキは、カリスのエピソードを描く中でそういった方向性が固まり、当初は意図しなかったものまで最終的にメタフィクションの方向に落ち着かせるのが自然な流れになるなど、偶然の符合があったことも明らかにしている。川崎と高松の対談において、それらの裏話や後述するD.O.M.Eの声優決定エピソードなどが語られている。制作当初や早い時期から意図していたものとして、次のものが挙げられる。
- 機動新世紀 = 1981年、『機動戦士ガンダム』劇場版の公開直前に、新宿駅前で行われたイベント「2.22 アニメ新世紀宣言」を踏まえている。劇中の舞台が「A.W.（アフターウォー）15年」なのも、アニメ新世紀宣言から15年経っているということ。
- 第7次宇宙戦争後 = 当作品はテレビシリーズ7作目。また、この戦争とは「ガンダムという現象」の象徴（メタファー）となった。
- 当作品のニュータイプ = 元々「主人公が出会って恋に落ちる少女」というプロットを高松が川崎に与えた際、川崎がその少女・ティファをニュータイプと設定したことで登場したが、結果的に「ガンダムという作品の象徴」となった。ニュータイプという言葉には「ガンダムという作品」そのものが投影されてもいる。この点で富野作品に登場するニュータイプとは意味的に異なる。

また川崎は、劇中のニュータイプに対する答えは、「ファーストガンダムという作品のテーマ性を卒業しよう」ということを考えながら導き出したものであると語っている。

### 放送期間短縮、時間変更および枠廃止
1993年に『機動戦士Vガンダム』からスタートしたテレビ朝日製作のガンダムシリーズ枠はその当初から視聴率において低迷が続き、スポンサー離れが進行していた。そのため本作では視聴率の改善が最優先課題に挙げられたが、前番組の『ガンダムW』で急遽代役監督として登板した高松が継続して担当することになった事情から本作の企画開始は余裕のない状況で行われた。そのため、高松と川崎の2人によってストーリープロットが決められていき、またキャラクターデザインもその仕事の速さを高松が頼って西村誠芳が起用された。
こうして厳しい船出を強いられた本作は、初回こそ6.2%を記録したものの、その後視聴率改善の兆しもなく、プラモデルの売上も前番組『ガンダムW』に対して2割減となり、10月改編に際して放送期間の1クール短縮と放送時間の変更が決定された。10月よりテレビ朝日および琉球朝日放送のみ土曜日朝6時に移動し、それまで同時ネットであった地方ネット局は元の時間帯のままの先行ネット（裏送りによるもの）に変更された。また、もともとローカル番組『新・部長刑事 アーバンポリス24』との兼ね合いで金曜16時30分からの先行時差ネットだった大阪のABCも同様の対応のまま最終回を迎えた。関東をカバーするテレビ朝日が早朝に移動したことで、平均視聴率がそれまでの3.5%から1.2%に下がった。
ただし放送期間短縮を受けて唐突に物語が打ち切られたわけではない。当初の脚本が4週で一つのストーリーを完結させるという形を取っていたため、そのディテールを省くことで、半年で展開する予定だった物語を駆け足ではあるが3か月分にまとめて完結させている。例えば、エアマスターやレオパルドのバージョンアップはそれまでの物語描写に比べてあっさり行われ、Gファルコンの特殊機能について提示されただけに留まり、最終回ではD.O.M.E.というデウス・エクス・マキナを登場させている。高松は「ガンダムDXが出たあたりでは短縮は決まっていたが、後半も構想から省略した要素は1つもない」とコメントしている。
『SDガンダム』を除くとTVシリーズで唯一小説化されていない作品でもある。また、高価値付加系のプラモデルやフィギュアでも本作の登場機体はあまり商品化されておらず、2007年1月にGUNDAM FIX FIGURATIONでガンダムXが発売されたに留まっており、TVシリーズ作品では唯一マスターグレードでのキット化がされていなかったが、2010年4月になってHGAW（ハイグレード・アフターウォー）というカテゴリーで ガンダムXが、初の宇宙世紀以外のMSとして発売され、さらに同年12月にはパーツおよび成形色替えとしてHGAWガンダムXディバイダーが発売、2013年には7月にROBOT魂で、10月にはHGAWでガンダムダブルエックスが発売されたりと、徐々に商品化がされ始め、2013年10月に幕張メッセにて行われた第53回全日本模型ホビーショーにて、ガンダムXがマスターグレードで発売されることが発表され、2014年1月に発売された。
DVD化は2005年1月、DVD-BOXおよび単品が発売された。またDVD-BOX化に伴うタイアップ企画として、本編終了後の9年後のアフターストーリー外伝作品『機動新世紀ガンダムX〜UNDER THE MOONLIGHT〜』が『ガンダムエース』誌上で連載された。
2016年6月22日、「サンライズフェスティバル2016満天」の7月31日上映タイトル、レイトショー枠としてテアトル新宿で第1話、第2話、第38話、第39話が上映予定と告知、上映された。ゲストには当初予定していた高松信司の他、キャラクターデザインの西村誠芳も参加した。

### キャスティング
主役のガロード・ランには高木渉が起用された。
高木は当初フロスト兄弟のどちらかの役のオーディションを受けていたが、監督である高松信司が高木の声を聴いて主役のガロードの声にふさわしいと考え、改めてオーディションが実施され、最終的には高木の起用へとつながった。
高木は2018年のインタビューの中で、「今までニュータイプだったり、ちょっと影のある主人公像が多かったところに、破天荒で無鉄砲な少年を放り込む。そんな未完成な少年には、良い声じゃない、がらっぱちな僕の声の方が良いと感じてくれたんでしょうか」と自分が起用された理由について振り返っている。
演技をするにあたり、高木は真正面からぶつかるように、台本を読んで感じたことをそのまま演じることを意識した。
収録時、高木は一生懸命な自分の姿を見て周りがついてくるのはないかと考えていたが、収録後には自分一人ではなく、周りのキャストがわきを固めることによって初めて良い作品ができるということを改め感じさせられたとインタビューの中で振り返っており、『ガンダムX』の後も自分が引っ張っていくという気持ちで現場入りしていると述べている。
ヒロインであるティファ・アディール役のかないみかをはじめとする本作の出演者の多くは高木と同年代であり、サラ・タイレル役のかかずゆみとウィッツ・スー役の中井和哉は当時新人だった。その一方、ジャミル・ニート役は高木から見て先輩にあたる堀内賢雄が起用された。高木は堀内との関係をガロードとジャミルの関係に例えており、いつも励まされていたとのちに振り返っている。
ナレーションは当時青年座に所属していた光岡湧太郎が務めた。
舞台俳優として活動していた光岡は、CM等の短いナレーションの経験はあったものの、テレビアニメのレギュラーや長編作品のナレーションは本作が初めてだったため、当初はアフレコ収録の段取りが理解できず、以前から知り合いだったかないに合図してもらったりさまざまなことを教えてもらった。
高松や浦上から光岡に対する具体的な要望はなかった一方、光岡は青年座の先輩たちの作品をナレーションの参考にした。また、メインターゲットが子どもだったことから、光岡は情緒的というよりは元気なイメージで、自分なりのカラーを出すという方針を立てた。
光岡はナレーションのほかにも、本作に登場するファーストニュータイプこと「D.O.M.E.」の声優も務めた。
「D.O.M.E.」役には、当初『機動戦士ガンダム』でアムロ・レイ役を演じた古谷徹の起用案もあったが、高松の「古谷さんにお願いすると、自分の意図する『ニュータイプ』の意味が変わってしまう」という意見で没になり、最終的に自分達の最も言いたいことを表現するのには、物語の語り手に「私」としてしゃべってもらうことが効果的だと考えて、番組制作中盤に光岡に依頼した。これにより、本作品が三人称ではなく一人称で語られた作品であることが判明する作りになっているが、高松らは「演出的にもつじつまが合っていたし、うまい落としどころだったと思う」と、当初からそういう意図で考えていたわけではなかったこともコメントしている。
浦上は、「D.O.M.E.」の具体的なキャラクター像を出す代わりに、自分で考えたうえで演技するよう指示した。
光岡は考えた末に、「この作品は最初のニュータイプであるD.O.M.Eの目線で語られていて、その神様みたいな存在が最後に登場してガロードたちと会話をする」という展開であると理解したうえで、「D.O.M.E.」は普遍的な存在であると考え、メッセージを受け取る側の印象に残るようにするため自然体で語るという方針を立てた。
光岡は「D.O.M.E.」の役について重要かつ大変な役であったとしつつも、光る球体だったため、口の動きを合わせる必要がなくて助かったと振り返っている。

## 物語
スペースコロニーの独立運動に端を発する、地球連邦軍と宇宙革命軍との間で行われた大戦争、第7次宇宙戦争。泥沼化した戦いは、いくつものスペースコロニーが地球に落着し、人類のほとんどが死滅するという凄惨な結果を招き、勝者なきまま終結した。それから15年が経過したアフターウォー（A.W.）15年。第7次宇宙戦争で孤児となった少年ガロード・ランは、ジャンク屋やモビルスーツ狩りを生業として生きていた。そこに、アルタネイティブ社のライク・アントという男から、バルチャー艦「フリーデン」に誘拐されたティファ・アディールという少女を取り戻してほしいという依頼を受ける。しかし、ティファに一目ぼれしたガロードは、依頼者を見て激しくおびえたティファを連れ、依頼を破棄して逃走。
そしてティファに導かれたガロードは、第7次宇宙戦争で地球連邦軍の決戦兵器として使われた幻のモビルスーツ「ガンダムX」を発見し、アルタネイティブ社のMS部隊に対抗すべく起動させる。その戦いの中で彼は、スペースコロニー落着の原因を作った禁断の戦略兵器「サテライトキャノン」を使用するが、その途端にティファは発作を起こして倒れてしまう。フリーデンの艦長ジャミル・ニートに助けを求めたガロードは、ティファが「ニュータイプ」と呼ばれる人々の一人であり、人の思念を感知したり、未来を予知したりする力を持つこと、ジャミル達はニュータイプがかつてのように戦争の道具に利用されないよう保護する旅をしていることを知る。ガロードはティファを守るためにフリーデンに乗り込み、自分たち以外のニュータイプ抹殺を目論むフロスト兄弟や、人工ニュータイプとして改造を受けたカリス・ノーティラスなどのライバルたちとの戦いを経てたくましく成長していく。一方、地球連邦軍と宇宙革命軍の残存勢力も組織再興に動き始め、ガロード達は、その情勢にも否応なく巻き込まれていくことになるのであった。
そうした渦中でジャミルこそがかつてのガンダムXのパイロットであり、彼自身が過去の戦いから重い十字架を背負っている事を知る。やがては再建した新地球連邦軍や宇宙革命軍とも激突していくガロード達。そして、そこで世界の動乱に巻き込まれる人々や、過去の戦争やニュータイプに束縛される人々の存在を知る。そして、最初のニュータイプであるD.O.M.E.と、それが所在する月面基地を求めて新連邦軍と革命軍の戦端が開かれ、ガロードたちもまたその中に突入していく。この戦いを見たD.O.M.E.は新連邦軍、革命軍の高官たちやガロードたちを招き、ニュータイプは過去の幻想であり、人々はそこから新しい未来を歩むよう説く。そして、ジャミルたちは自らが過去の幻想に縛られていた事を認め、これを乗り越えた。
だが、その裏では世界への復讐を望むフロスト兄弟が戦火の拡大を目論み、新連邦軍・革命軍双方の旗艦を撃墜する。これに立ち向かうガロード一騎打ちを行い、両者相打ちとなって月面基地が崩壊する。それから月日が経ち、かつてのフリーデンの仲間たちは各地に散らばり、新しい生活をスタートしていた。一方、ジャミルは新連邦と宇宙革命軍と和平協議を行った。

## 登場人物
- ガロード・ラン（声 - 高木渉）
- ティファ・アディール（声 - かないみか）
- ジャミル・ニート（声 - 堀内賢雄）
- ウィッツ・スー（声 - 中井和哉）
- ロアビィ・ロイ（声 - 山崎たくみ）
- キッド・サルサミル（声 - くまいもとこ）
- サラ・タイレル（声 - かかずゆみ）
- シンゴ・モリ（声 - 中村大樹）
- トニヤ・マーム（声 - 三石琴乃）
- テクス・ファーゼンバーグ（声 - 中博史）
- シャギア・フロスト（声 - 森川智之）
- オルバ・フロスト（声 - 佐々木望）
- エニル・エル（声 - 本多知恵子）
- カリス・ノーティラス（声 - 水谷優子）
- パーラ・シス（声 - 長沢美樹）
- ランスロー・ダーウェル（声 - 竹村拓）

## 用語

### 世界観・組織
A.W.（アフターウォー）
第7次宇宙戦争以降の年号。本編はA.W.0015の物語。0015年時期の地球人口は約9,800万人。なおコロニー側（宇宙革命軍）人口は1,200万人で双方を合わせた地球圏人口でようやく1億人を越える程度であり、15年前の第7次宇宙戦争時には100億人を誇った地球圏人口の1/100ほどでしかない。
アルタネイティヴ社
戦後の北米に割拠した軍需コングロマリット。戦後産業界のトップに躍り出るべくティファを狙う。ラボの総責任者はフォン・アルタネイティヴ。
宇宙革命軍
ザイデル・ラッソ総統以下、ニュータイプ主義を掲げ、クラウド9のコロニー群を故郷とする宇宙軍事政権。第7次宇宙戦争の宇宙革命軍（旧宇宙革命軍）の生き残りであるが、その存在は地球においては公表されていなかった。旧宇宙革命軍と区別して「新宇宙革命軍」または「新革命軍」と呼ばれることもある。
エスタルド人民共和国
南アジアの戦後独立国家群の一つ。豊かな海洋資源を経済基盤に終戦直後から復興。近隣のノーザンベルやガスタールと同盟を結んでいたが、ガスタールとは民族紛争の歴史があった。国家主席はウイリス・アラミス。
月面マイクロウェーブ送信施設
月面に存在する大規模太陽光発電施設およびマイクロウェーブ送信による電力送信を目的とした施設。もともとは地球圏の電力供給用に作られた施設であるが、第7次宇宙戦争のサテライトキャノン開発の際に軍事転用された。本来は多数の中継衛星と併用することで間断なく電力を送信可能であるが、これらの衛星は戦中に全てが破壊されている。
コロニー落とし作戦
第7次宇宙戦争末期、旧宇宙革命軍が用意した作戦。旧革命軍と意見を違えていたコロニー数十基を占拠した上で大質量兵器として地球に落下させるというもの。本件を盾に旧連邦に降伏を迫ったが、対して旧連邦軍はニュータイプ部隊とガンダム・タイプを導入したコロニー迎撃作戦を決行しサテライトキャノンの威力を見せ付けられた結果、旧宇宙革命軍の焦りを招き決行された。
サテリコン
パーラ・シスが所属していた宇宙革命軍およびニュータイプ主義に反抗する反政府組織。旧宇宙革命軍に故郷のコロニーを占拠・破壊された難民達が結成した。小惑星資源帯にアジトを持つ。目的はダリア作戦の阻止にあった。総司令官はロイザー司令。ガロードとガンダムダブルエックスを味方に加えた直後、革命軍の偵察艦に本拠地を把握され討伐艦隊の攻撃を受けて壊滅してしまった。
政府再建委員会
戦後の地球統一を目指し旧連邦の政府関係者、軍上層部、産業界のリーダー達によって発足した組織。後にフィクス・ブラッドマン総司令官によって新連邦政府として樹立した。欧州に本拠地をおく。
第7次宇宙戦争
15年前に一つの宇宙コロニーの独立運動に端を発した地球・南米大陸を本拠地とする旧地球連邦とコロニー群・クラウド9を本拠地とする旧宇宙革命軍との全面的な大戦争。コロニー落としにより世界規模で地球環境は破壊され、一方の旧革命軍側も本拠地以外のコロニーおよび軍事力が壊滅。100億を誇った人口のほとんどが失われ、勝者なきまま、なし崩し的に終戦を迎えた。しかし、旧連邦および旧革命軍共に首脳陣および組織は戦後も生き残り、両者は暫定休戦状態に過ぎなかった。
地球統合連邦政府
アフターウォー以前（第7次宇宙戦争前）に地球を統治していた政体。南米大陸に中枢を構えていた。第7次宇宙戦争によって壊滅的な打撃を受けるも、軍や政府の上層部は生き残り、再建の準備を進めていた。劇中では地球連邦と略称され、後継組織である新連邦と区別するため、主に旧連邦と呼称される。
バルチャー
地上戦艦等で各地を移動、旧連邦の施設跡などで収穫した兵器や電子部品を売りさばく者たち。そのため、死肉を漁る禿鷹にちなんで「バルチャー」と呼ばれるようになった。荒廃した世界において、各々が武装し、時に協力し、あるいは敵対しながら、活動している。その性格上、交易業や傭兵業などもこなすが、私的な略奪などの無法に走る者も数多い。海洋では同様の稼業に付く者の内、比較的穏健なサルベージ・交易業中心の者をシーバルチャー、私略等過激行動を採る者をオルクと区別して呼ぶ。彼等は陸での同業者を対比として陸（）バルチャーと呼ぶ。
バルチャー・サイン
MS乗りやバルチャーがその意思を伝えるために使用する特殊な信号弾。色で差別化され複数を組み合わせる例もある。
例 - オレンジ「我が方攻撃の意思無し。全面降伏する」、レッド「協力要請」。

### 兵器類
ガンダム・タイプ
第1次宇宙戦争に投入された試作1号機がそのパイロットをニュータイプへ覚醒させた（このパイロットが後のD.O.M.E.である）ことから一種のステイタス的に扱われるようになった旧連邦軍のフラッシュシステム搭載型MSに与えられた名称。戦後世界、特に市居のバルチャー・MS乗りの間では情報の伝播力が弱いことから単なる破格の高性能なMSという認識である。
コロニーレーザー
第7次宇宙大戦で旧宇宙革命軍が開発半ばで放棄されていたコロニー1つを丸ごと使った巨大レーザー砲。新宇宙革命軍が国家の命運をかけた地球侵攻作戦ダリア作戦の切り札として完成させた。コロニーレーザーを地球に発射し、その後で地球攻撃部隊の突入という形で奇襲をかけるというものだったが、ダブルエックスによって阻止され破壊された。
サテライトシステム
月面の太陽光発電施設から送信されるスーパーマイクロウェーブを、リフレクターで受信し変換する事で、機体や火器の稼働エネルギーとするシステム。
サテライトキャノン
月面の太陽発電基地で発生させたスーパーマイクロウェーブを背中のリフレクターでエネルギーに集積変換し専用のビーム砲で発射、一瞬にして広範囲を攻撃する非常に破壊力の高いビーム兵器。照準レーザー到達後リフレクターでマイクロウェーブを受理するまで4.03秒かかる。発射の衝撃をブースター変わりにした変則的な使用法もある。一部資料によると、本来は大型で単体の浮遊砲台的な仕様で開発されていたが、途中でMSに搭載可能な規模の仕様に変更され、最大出力こそ低下したものの、運用の柔軟性等総合的には初期の仕様より性能は上回ったと記されている。
Gコントロール・ユニット（Gコントローラー）
ガンダムX用の携帯式コントロールユニット。作中では略したGコンと呼ばれるケースが多い。ガンダムXのコクピットに接続後は右操縦桿となり、サテライトキャノンの発射トリガーも兼ねる。
陸上戦艦
A.W.世界で使用される艦船型のホバーキャリア。なお艦船クラス名には地球の山岳地形が使用されている。また基本的には大きさ（全長）のみでクラスは判別されるため同一クラス名でも全く違う外見の艦が存在する。水陸両用（水中航行可能）型は海底地形を艦船クラス名とした別艦種として存在する。
フラッシュシステム
旧連邦軍が開発したニュータイプオンリーの戦闘システム。ニュータイプの精神感応波を使ってビットMSのコントロールやサテライトシステムへの機体登録に使用され、旧連邦軍および政府再建委員会が開発したガンダム・タイプMSに搭載された。
モビルアーマー（MA）
人型のモビルスーツに対し純粋な機動兵器としての機体（非人型機動兵器）を指す。
モビルスーツ（MS）
人型の機動兵器。第7次宇宙戦争の終戦後は武器としてまた商品としても扱われる。フラッシュシステムによって自在に動く無人MSは「ビットMS」と呼ばれる。
ルナチタニウム合金
主に旧連邦製ガンダムに使用されている装甲材。その他のMSの装甲材はほとんどの資料では未設定（不明と記述されているものを除く）。だがムック『GUNDAM X THE 3D』ではチタン･セラミック複合材と記されている。

### ニュータイプおよびそれに付随する用語
オールドタイプ
旧人類、またはニュータイプでもなければ特異能力の無いものを指す。後述の革命軍のニュータイプ観の関係でコロニーの住人であるスペースノイド以外に対して指す場合もある。
カテゴリーF
連邦およびニュータイプ研究所がニュータイプの素養がある人間を探求・研究する過程で発見された。ニュータイプ的な特異な能力を持ちながら、フラッシュシステムに対応しなかった（と判定された）者のこと。FはFake（偽物、紛い物）の頭文字からである。
人工ニュータイプ
自然発生したニュータイプとは違い普通の人間を人工的な処置によってニュータイプ化した存在。旧革命軍が開発した技術をドーラット博士が進歩させた。ただし激痛を伴う「シナップスシンドローム」という副作用を背負う。
ツインズ・シンクロニティ
フロスト兄弟のみが持つ兄弟のみの間で精神を同調させる能力。だがフラッシュシステムに対応しないため兄弟は「カテゴリーF」に分類される。
ニュータイプ
人の革新と呼ばれる力で、その力をもつ者を指す言葉。旧および新連邦（およびニュータイプ研究所）ではフラッシュシステムへの適応の可否であり、宇宙革命軍の唱えるニュータイプ主義とはスペースノイドこそがニュータイプであり、能力者は力が早くに発露した存在とする考え方である。劇中最終話において、ファーストニュータイプにより前述のニュータイプという概念がもたらした幻想が否定される。
D.O.M.E.（ドーム）
月のマイクロウェーブ送信施設内にあるドーム状の空間を有する施設。旧連邦によって遺伝子レベルにまで解体されたファーストニュータイプが保管されている。この存在こそ旧連邦時代からの新連邦の最重要機密であった。

## スタッフ
（オープニングクレジットより）
- 企画 - サンライズ
- 原作 - 矢立肇、富野由悠季「機動戦士ガンダム」より
- 監督 - 高松信司
- シリーズ構成 - 川崎ヒロユキ
- キャラクターデザイン - 西村誠芳
- メカニカルデザイン - 大河原邦男、石垣純哉
- 音楽 - 樋口康雄
- 美術監督 - 佐藤勝
- 撮影監督 - 大神洋一
- 音響監督 - 浦上靖夫
- 編集 - 辺見俊夫
- 制作協力 - 電通、創通エージェンシー
- プロデューサー - 梶淳[注 2]、岩本太郎[注 3]、木村純一（テレビ朝日）、富岡秀行（サンライズ）
- 制作 - テレビ朝日、サンライズ

第33話以降、オープニング映像の「テレビ朝日」のクレジットは、『機動戦士Vガンダム』以来、長らく局ロゴではなく普通のテロップとなっていたが、本作の末期は（1996年11月から2003年9月まで使われた）系列ネットワークシンボル導入に伴い、局ロゴが使用された。

## 主題歌

### オープニングテーマ
「DREAMS」（第1話 - 第26話）
作詞・作曲・編曲 - RO-M / 唄 - ROMANTIC MODE
「Resolution」（第27話 - 第39話）
作詞 - 西脇唯 / 作曲 - ジョー・リノイエ / 編曲 - ジョー・リノイエ、鈴川真樹 / 唄 - ROMANTIC MODE

### エンディングテーマ
前述のとおり、エンディングと次回予告の映像は同時に進行する演出がなされている。
「HUMAN TOUCH」（第1話 - 第13話、第39話）
作詞 - Susanne Marie Edgren / 作曲・編曲 - Tom Keane / 唄 - Warren Wiebe
「HUMAN TOUCH（日本語版）」（第14話 - 第26話）
作詞 - Susanne Marie Edgren / 日本語詞 - 許瑛子 / 作曲 - Tom Keane / 編曲 - 須藤賢一 / 唄 - re-kiss
「銀色Horizon」（第27話 - 第38話）
作詞 - 小室みつ子 / 作曲 - 濱田金吾 / 編曲 - TOM KEAN / 唄 - 中瀬聡美

## 各話リスト
各話のサブタイトルは、その話でのキャラクターの台詞から採られている。以下では、サブタイトルとなる台詞を口にしたキャラクターも併記する。なお、脚本は全話を川崎ヒロユキが担当したので、ここでは省略する。放送日はABCおよび名古屋テレビの放送日を記述する。
| 話数   | 放送日        | サブタイトル                               | キャラクター             | コンテ     | 演出     | 作画監督                         |
| ------ | ------------- | ------------------------------------------ | ------------------------ | ---------- | -------- | -------------------------------- |
| 第1話  | 1996年 4月5日 | 月は出ているか？                           | ジャミル・ニート         | 高松信司   | 森邦宏   | 西村誠芳                         |
| 第2話  | 4月12日       | あなたに、力を…                            | ティファ・アディール     | 高松信司   | 渡邊哲哉 | - 佐久間信一 - 藁谷均            |
| 第3話  | 4月19日       | 私の愛馬は凶暴です                         | シャギア・フロスト       | 湊屋夢吉   | 原田奈奈 | 西村誠芳                         |
| 第4話  | 4月26日       | 作戦は一刻を争う！                         | ジャミル・ニート         | 吉本毅     | 吉本毅   | 佐久間信一 藁谷均                |
| 第5話  | 5月3日        | 銃爪はお前が引け                           | ジャミル・ニート         | 高松信司   | 森邦宏   | 西村誠芳                         |
| 第6話  | 5月10日       | 不愉快だわ…                                | サラ・タイレル           | 西森章     | 南康宏   | - 藁谷均 - 佐久間信一            |
| 第7話  | 5月17日       | ガンダム、売るよ！                         | ガロード・ラン           | 日高政光   | 原田奈奈 | 西村誠芳                         |
| 第8話  | 5月24日       | あの子、許さない！                         | エニル・エル             | 西森章     | 吉本毅   | - 佐久間信一 - 藁谷均            |
| 第9話  | 5月31日       | 巷に雨の降るごとく                         | テクス・ファーゼンバーグ | 湊屋夢吉   | 森邦宏   | 西村誠芳                         |
| 第10話 | 6月7日        | 僕がニュータイプだ                         | カリス・ノーティラス     | 日高政光   | 渡邊哲哉 | - 佐久間信一 - 藁谷均            |
| 第11話 | 6月14日       | 何も考えずに走れ！                         | ジャミル・ニート         | 千明孝一   | 原田奈奈 | 西村誠芳                         |
| 第12話 | 6月21日       | 私の最高傑作です                           | ノモア・ロング           | 西澤晋     | 南康宏   | - 佐久間信一 - 藁谷均            |
| 第13話 | 6月28日       | 愚かな僕を撃て                             | カリス・ノーティラス     | 森邦宏     | 森邦宏   | 西村誠芳                         |
| 第14話 | 7月5日        | 俺の声が聞こえるか！                       | ガロード・ラン           | 高松信司   | 渡邊哲哉 | - 佐久間信一 - 藁谷均            |
| 第15話 | 7月12日       | 天国なんてあるのかな                       | ロアビィ・ロイ           | 西森章     | 原田奈奈 | 筱雅律                           |
| 第16話 | 7月19日       | 私も人間だから                             | ティファ・アディール     | 日高政光   | 南康宏   | 西村誠芳                         |
| 第17話 | 7月26日       | あなた自身が確かめて                       | ティファ・アディール     | 西森章     | 森邦宏   | 佐久間信一 藁谷均                |
| 第18話 | 8月2日        | Loreleiの海                                | オルバ・フロスト         | 谷口悟朗   | 谷口悟朗 | 西村誠芳                         |
| 第19話 | 8月9日        | まるで夢を見てるみたい                     | ルチル・リリアント       | 日高政光   | 日高政光 | 筱雅律                           |
| 第20話 | 8月16日       | …また逢えたわね                            | エニル・エル             | 渡邊哲哉   | 渡邊哲哉 | - 佐久間信一 - 藁谷均            |
| 第21話 | 8月23日       | 死んだ女房の口癖だ                         | カトック・アルザミール   | 西森章     | 南康宏   | 西村誠芳                         |
| 第22話 | 8月30日       | 15年目の亡霊                               | カトック・アルザミール   | 森邦宏     | 森邦宏   | 佐久間信一 藁谷均                |
| 第23話 | 9月6日        | 私の夢は現実です                           | ティファ・アディール     | 湊屋夢吉   | 原田奈奈 | 西村誠芳                         |
| 第24話 | 9月13日       | ダブルエックス起動！                       | ガロード・ラン           | 高松信司   | 渡邊哲哉 | 筱雅律                           |
| 第25話 | 9月20日       | 君達は希望の星だ                           | リー・ジャクソン         | 南康宏     | 南康宏   | - 佐久間信一 - 藁谷均            |
| 第26話 | 9月27日       | 何も喋るな                                 | ウィッツ・スー           | 西森章     | 岡本英樹 | 西村誠芳                         |
| 第27話 | 10月4日       | おさらばで御座います                       | リー・ジャクソン         | 東海林真一 | 森邦宏   | - 佐久間信一 - 藁谷均            |
| 第28話 | 10月11日      | 撃つしかないのか！                         | ガロード・ラン           | 湊屋夢吉   | 越智浩仁 | 西村誠芳                         |
| 第29話 | 10月18日      | 私を見て                                   | ティファ・アディール     | 西森章     | 渡邊哲哉 | - 佐久間信一 - 藁谷均            |
| 第30話 | 10月25日      | もう逢えない気がして                       | ティファ・アディール     | 東海林真一 | 原田奈奈 | 西村誠芳                         |
| 第31話 | 11月1日       | 飛べ、ガロード！                           | ジャミル・ニート         | 西森章     | 南康宏   | - 佐久間信一 - 藁谷均            |
| 第32話 | 11月8日       | あれはGファルコン！                        | ランスロー・ダーウェル   | 日高政光   | 岡本英樹 | 西村誠芳                         |
| 第33話 | 11月15日      | どうして俺を知っている!?                   | ガロード・ラン           | 越智浩仁   | 越智浩仁 | 藁谷均                           |
| 第34話 | 11月22日      | 月が見えた！                               | ガロード・ラン           | 森邦宏     | 森邦宏   | 西村誠芳                         |
| 第35話 | 11月29日      | 希望の灯は消さない                         | カリス・ノーティラス     | 渡邊哲哉   | 渡邊哲哉 | - 佐久間信一 - 藁谷均            |
| 第36話 | 12月6日       | 僕らが求めた戦争だ                         | オルバ・フロスト         | 高松信司   | 南康宏   | 西村誠芳                         |
| 第37話 | 12月13日      | フリーデン発進せよ                         | ジャミル・ニート         | 東海林真一 | 原田奈奈 | - 佐久間信一 - 藁谷均            |
| 第38話 | 12月20日      | 私はD.O.M.E…かつてニュータイプと呼ばれた者 | D.O.M.E.                 | 越智浩仁   | 越智浩仁 | 西村誠芳                         |
| 第39話 | 12月27日      | 月はいつもそこにある                       | ナレーター               | 高松信司   | 森邦宏   | - 西村誠芳 - 佐久間信一 - 藁谷均 |

## 放送局
「放送終了後に放送」の節内の局、テレビ埼玉、日本BS放送、キッズステーション、ネット配信を除いた出典は1996年6月中旬 - 7月上旬時点のものを使用する。
放送当時
金曜 17:00 - 17:30
- 東京都、関東広域圏 ANB〔現：EX〕 テレビ朝日 （製作局） - 1996年10月から最終話放送まで土曜 6:00 - 6:30に時間変更。
- 北海道 HTB 北海道テレビ放送 最終話のみ12月28日7時00分に放送。
- 宮城県 KHB 東日本放送
- 石川県 HAB 北陸朝日放送
- 静岡県 SATV 静岡朝日テレビ
- 愛知県、中京広域圏 NBN 名古屋テレビ放送
- 広島県 HOME 広島ホームテレビ
- 愛媛県 EAT 愛媛朝日テレビ
- 福岡県 KBC 九州朝日放送
- 熊本県 KAB 熊本朝日放送
- 大分県 OAB 大分朝日放送
- 沖縄県 QAB 琉球朝日放送 東京と同様、1996年10月から最終話放送まで土曜 6:00 - 6:30に時間変更。

時差ネット
- 福島県 KFB 福島放送 木曜 17:30 - 18:00
- 長野県 abn 長野朝日放送 木曜 17:00 - 17:30
- 大阪府、近畿広域圏 ABC 朝日放送 金曜 16:30 - 17:00

朝日放送はテレビ朝日で土曜17時から放送されていた勇者シリーズを金曜17時から先行放送していたため、当枠は金曜16時半からの先行放送となった。
放送終了後に放送
- 青森県 ABA 青森朝日放送 1997年2月8日から土曜 5:00 - 5:30/4月3日より木曜 17:00 - 17:30
- 岩手県 IAT 岩手朝日テレビ（1996年10月に開局）
- 秋田県 AAB 秋田朝日放送
- 山形県 YTS 山形テレビ
- 新潟県 UX 新潟テレビ21
- 山口県 yab 山口朝日放送
- 鹿児島県 KKB 鹿児島放送

テレビ朝日系列局外
- 富山県 TUT チューリップテレビ（TBS系列） 1996年7月9日から1997年4月1日まで火曜 16:27 - 16:55、同年4月7日から4月21日最終回までは月曜 16:27 - 16:55にて放送[16]。
- 埼玉県 TVS テレビ埼玉(2010年4月より月曜23:30 - 24:00にて放送した)
- 全国 BS11 日本BS放送（平成ガンダムシリーズのセレクション放送枠『ガンダム・Gセレクション』として第1話、第24話、第39話を放送）
- CS放送キッズステーション(2017年6月13日より22:00 - 22:30『サンライズSP』前半枠として)

ネット配信
- バンダイチャンネル（有料会員に限り、全話閲覧可能）
- Amazon Prime Video、DMM動画、GYAO!ストアほか（各話、個別課金）
- YouTube「ガンダムチャンネル」（期間限定配信）

## 漫画
『コミックボンボン』（講談社）にて本編のコミカライズ作品が1996年5月号から1997年2月号まで連載された。漫画はときた洸一。
2018年3月23日発売の『機動新世紀ガンダムX Blu-Rayメモリアルボックス』には、高松信司が監修、川崎ヒロユキがストーリーを担当した『機動新世紀ガンダムX NEXT PROLOGUE「あなたと、一緒なら」』が同梱された。本編最終回から約1年後の、ガロード、ティファ、カリスに焦点を当てている。

### 書誌情報
連載時に講談社が刊行した単行本のほかに、新装版、NEXT PROLOGUEを収録したリマスター版が刊行されている。いずれも原作は矢立肇、富野由悠季、漫画はときた洸一。
- 『機動新世紀ガンダムX』 講談社〈コミックボンボン〉、全3巻
  1. 1996年10月3日発売[18]、ISBN 4-06-321784-1
  2. 1997年1月6日発売[19]、ISBN 4-06-321795-7
  3. 1997年4月2日発売[20]、ISBN 4-06-321803-1
- 『新装版 機動新世紀ガンダムX』 講談社〈KCデラックス〉、全3巻
  1. 2005年6月23日発売[21]、ISBN 4-06-372029-2
  2. 2005年7月22日発売[22]、ISBN 4-06-372043-8
  3. 2005年8月23日発売[23]、ISBN 4-06-372054-3
- 『機動新世紀ガンダムX　Re:Master Edition』 KADOKAWA〈角川コミックス・エース〉、全3巻
  1. 2022年1月26日発売[24]、ISBN 978-4-04-112418-5
  2. 2022年1月26日発売[25]、ISBN 978-4-04-112419-2
  3. 2022年1月26日発売[26]、ISBN 978-4-04-112420-8

## ゲーム
ロボットアニメのクロスオーバー作品に本作の機体やキャラクターが登場し、本作の物語も再現されている。
- スーパーロボット大戦α外伝
- スーパーロボット大戦R
- スーパーロボット大戦Z
- 第2次スーパーロボット大戦Z 破界篇/再世篇
- 第3次スーパーロボット大戦Z 天獄篇
- スーパーロボット大戦X-Ω
- Another Century's Episode 3

そのほか、『リアルロボッツファイナルアタック』や「Gジェネレーションシリーズ」にも登場している。

## ソフト展開
VHS・LD・DVD・BD
VHSは1996年12月から1997年4月にかけて全10巻が発売。LDも同時期に全5枚が発売。
DVDはBOXとして「メモリアルボックス」が2005年1月に発売された。2010年12月には歴代ガンダムシリーズの廉価版DVD-BOX、G-SELECTIONの発売の一環として、廉価版の本作のBOXが発売された。
Blu-ray BOXは2018年3月に発売された。こちらは新たに制作されたHDリマスター版を収録しているが、作品内のキャスト、スタッフ紹介の字幕の字体が放送時のものから変更されている。

## 備考
- 『機動戦士ガンダム』総監督の富野由悠季は、本作の画面（メカデザイン）を「とっ散らかった品揃え」と評している[27]。また、別のインタビューでは「『ガンダムX』が短命に終わったのは、MSのデザインにしろ番組作品リリース上の戦略にしろ、送り手そ側に「ガンダムしか知らない」という部分があったからだと感じました」とコメントした[28]。
- 番組の流れはアバンタイトル（最初にブラックバックに白抜きで「GUNDAM-X」と表示された後に入る）→オープニング→提供クレジット・CM→Aパート→CM→Bパート→エンディング→提供クレジット・エンドカードの順だった。上記の通り次回予告はエンディングに内包されており、ブラックバックに白抜きで「PREVIEW NEXT EPISODE」と表示された後に次回放送分の映像がナレーションと共に流れ、曲の最後でサブタイトルとなった台詞を言うシーンが流れた後、次回のサブタイトルが出るというものであった。